# Jessica Collins

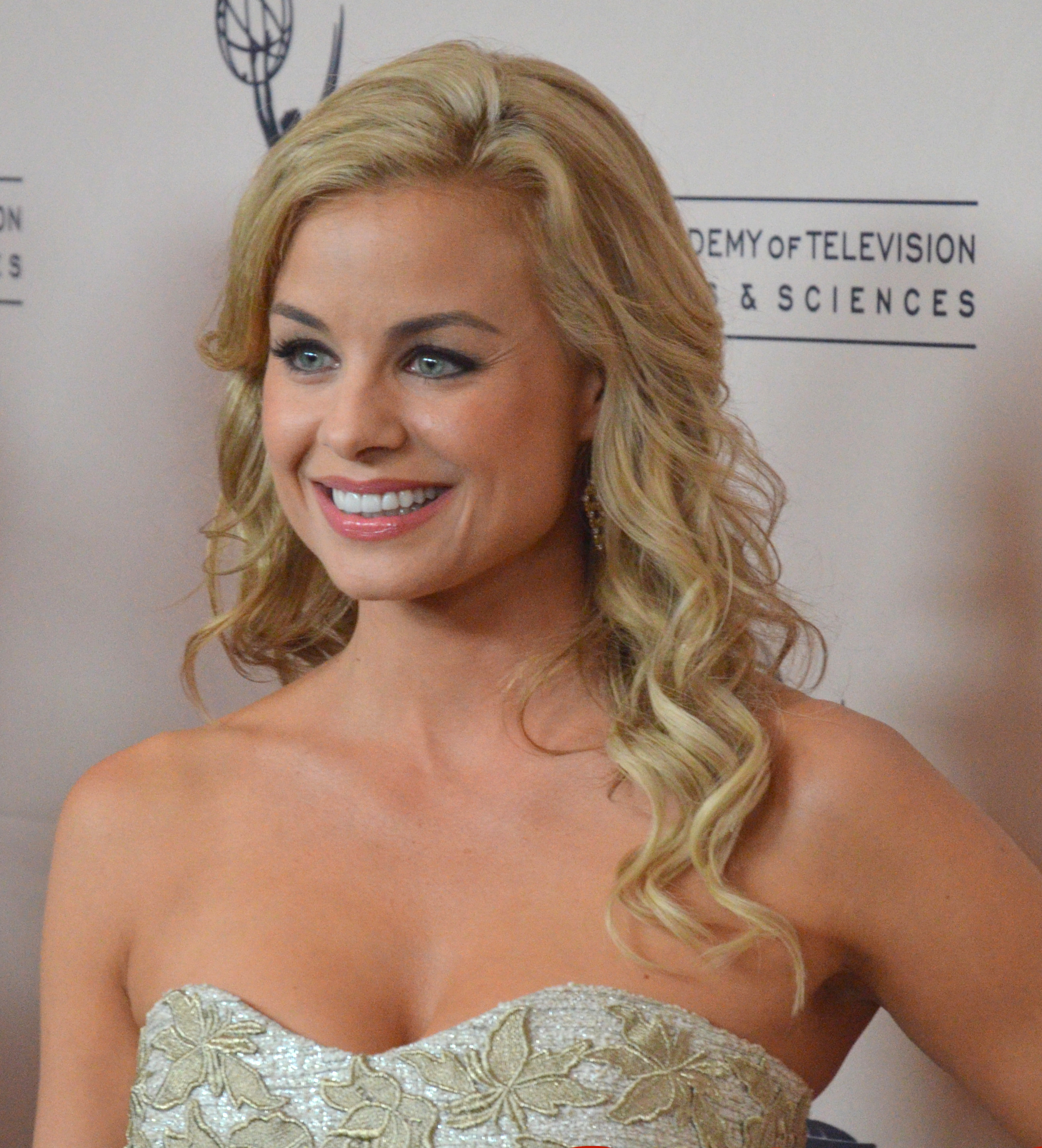
Jessica Collins (2013)

Jessica Collins (* 1. April 1971 in Schenectady, New York als Jessica Lynn Capogna) ist eine US-amerikanische Schauspielerin. Bekanntheit erlangte sie durch ihre Seifenoper-Rollen Dinah Lee Mayberry Alden in Loving (1991–1994) und Avery Bailey Clark in Schatten der Leidenschaft (2011–2015).

## Leben
Collins besuchte die Amsterdam High School in Amsterdam, New York. Im Juni 1988 wurde sie zur Miss New York Teen USA gekürt. Im selben Jahr belegte sie bei den Wahlen zur Miss Teen USA den zweiten Platz. Später besuchte sie das Royal National Theatre in London und das Howard Fine Acting Studio in Los Angeles.
Ihre Fernsehkarriere startete, als sie die Rolle der Dinah Lee Mayberry Alden übernahm, die sie von 1991 bis 1994 in der Seifenoper Loving und 1992 in der Seifenoper All My Children (hier als Dinah Lee Mayberry) spielte. Für ihr Wirken in Loving erhielt sie zwei Nominierungen für den Soap Opera Digest Award. Einmal 1993 in der Kategorie „Hottest Female Star“ und einmal 1994 in der Kategorie „Outstanding Younger Leading Actress“. Es folgten Auftritte in weiteren Fernsehserien, wie etwa als Mindy Church in Superman – Die Abenteuer von Lois & Clark (1995), als Linnis Paris in Star Trek: Raumschiff Voyager (1997) und als Jody Carlisle in Beverly Hills, 90210 (1997) sowie in verschiedenen Filmen, zu denen Space Platoon (1996), Kick Fire – Ohne jede Vorwarnung (1998) und Das Ritual – Im Bann des Bösen (2002) gehören. In der Dramaserie American Dreams hatte sie von 2002 bis 2003 die Rolle des wiederkehrenden Charakters Colleen inne. In Tru Calling – Schicksal reloaded! verkörperte sie von 2003 bis 2004 mit der Meredith Davies eine der Hauptrollen. In der zweiten Hälfte der 2000er-Jahre war sie, unter anderem, in John Ashers romantischer Komödie Dirty Love (2005) und in den zwei kurzlebigen Serien Unscripted (2005) und Big Shots (2007–2008) zu sehen. Zu ihrem Film- und Fernsehschaffen der 2010er-Jahre zählen Auftritte in einer weiteren kurzlebige Serie namens Scoundrels (2010), dem Thriller Open House (2010) und der Seifenoper Schatten der Leidenschaft. In letzterer Produktion spielte sie von 2011 bis zu ihrer Schwangerschaft 2015 die Avery Bailey Clark, wofür sie 2013 eine Nominierung als beste Nebendarstellerin in einer Dramaserie für den Daytime Emmy Award erhielt und 2016 selbige Auszeichnung gewann.
Collins absolvierte im Jahr 2009 die Kochschule Cordon bleu und betreibt als professionelle Köchin eine Kochshow namens Sugared sowie einen Food-Blog.
Sie war von 1996 bis 2002 mit dem Schauspieler Robert Tyler verheiratet. 2016 ehelichte sie den Filmschaffenden Michael Cooney, mit dem sie im selben Jahr eine Tochter bekam.

## Filmografie
- 1991–1994: Loving (Fernsehserie)
- 1992: All My Children (Fernsehserie)
- 1994: Robins Club (Fernsehserie, eine Folge)
- 1994: M.A.N.T.I.S. (Fernsehserie, eine Folge)
- 1994: Mit Herz und Scherz (Coach, Fernsehserie, eine Folge)
- 1995: Renegade – Gnadenlose Jagd (Renegade, Fernsehserie, eine Folge)
- 1995: Superman – Die Abenteuer von Lois & Clark (Lois & Clark: The New Adventures of Superman, Fernsehserie, 2 Folgen)
- 1996: Diagnose: Mord (Diagnosis Murder, Fernsehserie, eine Folge)
- 1996: Alles Roger (Life with Roger, Fernsehserie, eine Folge)
- 1996: Space Platoon (Leprechaun 4 – In Space)
- 1997: Star Trek: Raumschiff Voyager (Star Trek: Voyager, Fernsehserie, Folge 3x21: Temporale Sprünge)
- 1997: Beverly Hills, 90210 (Fernsehserie, 3 Folgen)
- 1998: Kick Fire – Ohne jede Vorwarnung (Best of the Best: Without Warning)
- 2000: Dawson’s Creek (Fernsehserie, eine Folge)
- 2000: Beautiful
- 2002: Off Centre (Fernsehserie, eine Folge)
- 2002: Andy Richter und die Welt (Andy Richter Controls the Universe, Fernsehserie, eine Folge)
- 2002: Das Ritual – Im Bann des Bösen (Ritual)
- 2002: Catch Me If You Can
- 2002–2003: American Dreams (Fernsehserie, 6 Folgen)
- 2003: King for a Day (Kurzfilm)
- 2003–2004: Tru Calling – Schicksal reloaded! (Tru Calling, Fernsehserie, 15 Folgen)
- 2004: The Ranch (Fernsehfilm)
- 2005: Everwood (Fernsehserie, eine Folge)
- 2005: Dirty Love
- 2005: Unscripted (Fernsehserie, 4 Folgen)
- 2005: CSI: Den Tätern auf der Spur (CSI: Crime Scene Investigation, Fernsehserie, eine Folge)
- 2006: Two and a Half Men (Fernsehserie, eine Folge)
- 2007: Live!
- 2007–2008: Big Shots (Fernsehserie, 11 Folgen)
- 2008: Gary Unmarried (Fernsehserie, eine Folge)
- 2009: Nip/Tuck – Schönheit hat ihren Preis (Nip/Tuck, Fernsehserie, eine Folge)
- 2010: Open House
- 2010: Scoundrels (Fernsehserie, 4 Folgen)
- 2010: CSI: Miami (Fernsehserie, eine Folge)
- 2011: Memphis Beat (Fernsehserie, eine Folge)
- 2011–2015: Schatten der Leidenschaft (The Young and the Restless, Fernsehserie)
- 2011–2019: It’s Always Sunny in Philadelphia (Fernsehserie, 3 Folgen)
- 2012: Navy CIS (NCIS, Fernsehserie, eine Folge)
- 2014: Perception (Fernsehserie, eine Folge)
- 2018: 9-1-1: Notruf L.A. (9-1-1, Fernsehserie, eine Folge)
- 2018: Grey’s Anatomy (Fernsehserie, eine Folge)
- 2019: Dolly Partons Herzensgeschichten (Dolly Parton’s Heartstrings, Fernsehserie, Folge 1x04 Cracker Jack)

## Auszeichnungen und Nominierungen
- 1993: Soap Opera Digest Award – Nominierung in der Kategorie „Hottest Female Star“ für Loving
- 1994: Soap Opera Digest Award – Nominierung in der Kategorie „Outstanding Younger Leading Actress“ für Loving
- 2013: Daytime Emmy Award – Nominierung als beste Nebendarstellerin in einer Dramaserie für Schatten der Leidenschaft[3]
- 2016: Daytime Emmy Award – Auszeichnung als beste Nebendarstellerin in einer Dramaserie für Schatten der Leidenschaft[4]